# Hohenlohe

Stemma della Casata di Hohenlohe

Hohenlohe o von Hohenlohe è una famiglia principesca tedesca. Regnanti dapprima sulla Contea di Hohenlohe, i due rami della famiglia vennero elevati al rango di Principe del Sacro Romano Impero rispettivamente nel 1744 e nel 1764; nel 1806 essi persero i propri domini, che entrarono a far parte del Regno di Baviera e del Regno del Württemberg. Al tempo della dissoluzione del Sacro Romano Impero, l'area contava 680 km² di superficie e una popolazione stimata di 108 000 abitanti.
L'Isola Hohenlohe (Остров гогенлоэ), una delle tante che compongono la cosiddetta Terra di Francesco Giuseppe, a nord della Russia, prese il nome da questa dinastia che partecipò al finanziamento di una spedizione al Polo nord voluta dall'imperatore Francesco Giuseppe.

## Storia
La famiglia è menzionata per la prima volta nel XII secolo come feudataria del Castello di Hohlach (Hohenloch o Hohenlohe), presso Uffenheim, e la sua influenza fu presto notevole sulle vallate circostanti, inclusa quelle dei fiumi Kocher, Jagst e Tauber.
Enrico I (m. 1183) fu il primo a ottenere il titolo di Conte di Hohenlohe, e nel 1230 i suoi figli, Goffredo e Corrado, fedeli sostenitori dell'Imperatore Federico II, fondarono le linee di Hohenlohe-Hohenlohe e Hohenlohe-Brauneck, prendendo il nome dai rispettivi castelli elevati a loro residenza. Quest'ultima si estinse nel 1390, e le sue terre passarono al Brandeburgo, mentre il resto venne diviso in molte altre linee collaterali, di cui, a ogni modo, solo due meritano grande rilievo: gli Hohenlohe-Weikersheim e gli Hohenlohe-Uffenheim-Speckfeld. La linea di Hohenlohe-Weikersheim, discendeva dal Conte Crato I (m. 1313), e fu costretta a numerose divisioni, acquisendo però sempre maggiore importanza dalla morte dei conti Alberto e Giorgio nel 1551. A quell'epoca le linee di Hohenlohe-Neuenstein e Hohenlohe-Waldenburg vennero fondate dai figli del Conte Giorgio. Nel frattempo, nel 1412, la famiglia degli Hohenlohe-Uffenheim-Speckfeld si estinse, e le sue terre passarono per matrimonio a eredi provenienti da altre famiglie nobili tedesche.
Le linee esistenti discendono da quelle originarie di Hohenlohe-Neuenstein e Hohenlohe-Waldenburg, fondate nel 1551. La prima divenne protestante, mentre la seconda rimase cattolica. Della famiglia di Hohenlohe-Neuenstein, che ereditò Gleichen nel 1631, la linea principale si estinse nel 1805, mentre nel 1701 la linea minore si divise in tre nuove linee con le linee di Langenburg, Ingelfingen e Kirchberg. Kirchberg si estinse nel 1861, ma solo i membri delle famiglie di Hohenlohe-Langenburg e Hohenlohe-Ingelfingen continuano a sopravvivere tutt'oggi e in particolare Hohenlohe-Ingelfingen si divise in sé stessa e nella linea di Hohenlohe-Öhringen. La famiglia cattolica degli Hohenlohe-Waldenburg si divise a sua volta in tre linee, ma due di queste si estinsero nel 1729. La linea sopravvissuta, quella di Schillingsfürst, venne divisa a sua volta nelle linee di Hohenlohe-Schillingsfürst e Hohenlohe-Bartenstein; seguirono altre divisioni, e vennero fondate le linee di Waldenburg, Schillingsfürst, Jagstberg, e Bartenstein. La famiglia degli Hohenlohe-Schillingsfürst entrò in possesso anche del Ducato di Ratibor e del Principato di Corvey, ereditati nel 1834.

## Membri notabili della famiglia di Hohenlohe
- Enrico di Hohenlohe, (XIII secolo) Gran maestro dell'Ordine teutonico
- Goffredo di Hohenlohe, (XIV secolo) Gran Maestro dell'Ordine Teutonico
- Federico Luigi di Hohenlohe-Ingelfingen (1746-1818), Generale prussiano
- Luigi Aloisio di Hohenlohe-Waldenburg-Bartenstein (1765–1829), Maresciallo e Pari di Francia
- Alessandro di Hohenlohe-Waldenburg-Schillingsfürst (1794-1849), sacerdote
- Crato di Hohenlohe-Ingelfingen (1827–1892), Generale prussiano e scrittore
- Clodoveo zu Hohenlohe-Schillingsfürst (1819–1901), Cancelliere tedesco
- Gustavo Adolfo di Hohenlohe-Schillingsfürst, Cardinale

## Signori, Conti e Principi di Hohenlohe

### Signori di Hohenlohe (1192-1266?)
- 1192-1209 Enrico di Hohenlohe

diviso in Hohenlohe e Hohenlohe-Brauneck
- 1209-1266? Goffredo di Hohenlohe

diviso in Hohenlohe-Weikersheim e Hohenlohe-Uffenheim

### Signori di Hohenlohe-Brauneck (1209-1390)
- 1209-1249 Corrado I di Hohenlohe, Conte di Molise e di Romagna

diviso in Hohenlohe-Haltenbergstetten e Hohenlohe-Brauneck
- 1249-1273 Goffredo I di Hohenlohe
- 1273-1306 Goffredo II di Brauneck in Brauneck (m. 1312)
- 1306-1354 Goffredo III di Brauneck in Brauneck
- 1354-1368 Goffredo IV di Brauneck in Brauneck
- 1368-1390 Corrado IV di Brauneck in Creglingen
  - la figlia di Corrado, Margherita, sposò il Conte Giovanni di Hardegg, Burgravio di Magdeburgo, al quale passò l'eredità dell'Hohenlohe-Brauneck.

### Signori di Hohenlohe-Haltenbergstetten (1249-1381)
- 1249-1268: Enrico di Brauneck-Neuhaus
- 1268-1300: Gebeardo di Brauneck in Haltenbergstetten
- 1300-1332: Ulrico I di Brauneck in Haltenbergstetten
- 1332-1347: Ulrico II di Brauneck in Haltenbergstetten
- 1347-1367: Ulrico III di Brauneck in Haltenbergstetten
- 1367-1381: Ulrico IV

### Signori di Hohenlohe-Weikersheim (1266-1450)
- 1266-1313 Crato I di Hohenlohe
- 1313-1344 Crato II di Hohenlohe
- 1344-1371 Crato III di Hohenlohe
- 1371-1429 Alberto I di Hohenlohe
- 1429-1450 Crato V di Hohenlohe
  - Crato V, il 14 maggio 1450 venne elevato alla dignità comitale dall'Imperatore Federico III d'Asburgo

### Conti di Hohenlohe-Weikersheim (1450-1551)
- 1450-1472 Crato V di Hohenlohe
- 1472-1503 Crato VI di Hohenlohe
- 1503-1551 Giorgio di Hohenlohe
  - diviso in Hohenlohe-Neuenstein e Hohenlohe-Waldenburg

### Signori di Hohenlohe-Uffenheim (1266-1412)
- 1266-1271 Alberto I du Hohenlohe
- 1271-1290 Goffredo I di Hohenlohe-Uffenheim
- 1290-1314 Alberto II di Hohenlohe
- 1314-1359 Luigi di Hohenlohe
- 1359-1387 Goffredo II di Hohenlohe
- 1387-1412 Giovanni di Hohenlohe
  - Hohenlohe-Uffenheim passa alla sorella di Giovanni, Elisabetta, la quale aveva sposato il Conte Federico di Limburgo.

A questa linea appartennero anche i seguenti prelati:
- Goffredo III di Hohenlohe, Vescovo di Würzburg (1314-1322)[1]
- Alberto II di Hohenlohe, Vescovo di Würzburg (1350-1372)[2]
- Federico di Hohenlohe, Vescovo di Bamberga (1344-1352)

### Conti di Hohenlohe-Neuenstein (1551-1698)
- 1551-1568 Luigi Casimiro di Hohenlohe-Neuenstein
- 1568-1610 Volfango II di Hohenlohe-Neuenstein
  - 1586 divisa in Hohenlohe-Neuenstein (Filippo), Hohenlohe-Langenburg (Federico)  e Hohenlohe-Weikersheim (Volfango II) 1591 alla morte di Federico i suoi domini passano a Filippo; Langenburg passa a Volfango II e Kirchberg a Filippo
- 1610-1641 Crato di Hohenlohe-Neuenstein
  - 1610 alla morte di Volfango II divisione in: Hohenlohe-Neuenstein (Crato), Hohenlohe-Weikersheim (Giorgio Federico) e Hohenlohe-Langenburg (Filippo Ernesto)
- 1641-1698 Volfango Giulio di Hohenlohe-Neuenstein, Generale Feldmaresciallo
  - estinzione della linea

### Conti di Hohenlohe-Neuenstein-Öhringen (1641-1764)
- 1641-1702 Giovanni Federico I di Hohenlohe-Neuenstein-Öhringen
- 1702-1764 Giovanni Federico II di Hohenlohe-Neuenstein-Öhringen, dal 7 gennaio 1764 elevato alla dignità principesca

### Principi di Hohenlohe-Neuenstein-Öhringen (1764-1805)
- 1641-1702 Giovanni Federico I di Hohenlohe-Neuenstein-Öhringen
- 1764-1765 Giovanni Federico II di Hohenlohe-Neuenstein-Öhringen, dal 7 gennaio 1764 elevato alla dignità principesca
- 1765-1805 Luigi Federico Carlo di Hohenlohe-Neuenstein-Öhringen
  - estinzione della linea, passaggio dei domini al Principe Federico Luigi di Hohenlohe-Ingelfingen

### Conti di Hohenlohe-Langenburg (1610-1765)
- 1610-1628 Filippo Ernesto di Hohenlohe-Neuenstein
- 1628-1699 Enrico Federico di Hohenlohe-Langenburg
  - divisione in Hohenlohe-Langenburg, Hohenlohe-Ingelfingen e Hohenlohe-Kirchberg
- 1699-1715 Alberto Volfango di Hohenlohe-Langenburg
- 1715-1765 Luigi di Hohenlohe-Langenburg, dal 7 gennaio 1764 anche Principe di Hohenlohe-Langenburg

### Principi di Hohenlohe-Langenburg (1764-1918)
- 1764-1765 Luigi di Hohenlohe-Langenburg (1696-1765)
- 1765-1789 Cristiano Alberto di Hohenlohe-Langenburg (1726-1789)
- 1789-1825 Carlo Ludovico I di Hohenlohe-Langenburg (1762-1825)
- 1825-1860 Ernesto I di Hohenlohe-Langenburg (1794-1860)
- 1860 Carlo Ludovico II di Hohenlohe-Langenburg (1829-1907)
- 1860-1913 Ermanno di Hohenlohe-Langenburg (1832-1913)
- 1913-1918 Ernesto II di Hohenlohe-Langenburg (1863-1950)

### Capi della casa di Hohenlohe-Langenburg (dal 1918)
- 1918-1950 Ernesto II di Hohenlohe-Langenburg (1863-1950)
- 1950-1960 Goffredo di Hohenlohe-Langenburg (1897-1960)
- 1960-2004 Crato di Hohenlohe-Langenburg (1935-2004)
- dal 2004 Filippo, Principe di Hohenlohe-Langenburg (* 1970)
- (erede: Massimiliano Leopoldo Ernesto Crato Pietro di Hohenlohe-Langenburg (* 2005))

### Conti di Hohenlohe-Ingelfingen (1699-1764)
- 1699-1743 Cristiano Crato di Hohenlohe-Ingelfingen
- 1743-1764 Filippo di Hohenlohe-Ingelfingen, dal 7 gennaio 1764 elevato alla dignità principesca

### Principi di Hohenlohe-Ingelfingen (1764-1806)
- 1764-1781 Filippo di Hohenlohe-Ingelfingen, dal 7 gennaio 1764 elevato alla dignità principesca
- 1781-1796 Enrico Augusto di Hohenlohe-Ingelfingen
- 1796-1806 Federico Luigi di Hohenlohe-Ingelfingen († 1818, 1806), Generale prussiano
  - 1805 passa al principato di Hohenlohe-Öhringen
- 1806- Adolfo di Hohenlohe-Ingelfingen (1797-1873), militare e politico tedesco

### Principi di Hohenlohe-Öhringen (1805-1897)
- 1805-1806 Federico Luigi di Hohenlohe-Ingelfingen
- 1806-1849 Augusto di Hohenlohe-Öhringen († 1853, 1849)
- 1849-1897 Ugo di Hohenlohe-Öhringen, dal 1861 anche Duca di Ujest
- 1897-1918 Cristiano Crato di Hohenlohe-Öhringen (1848-1926)

### Capi della casa di Hohenlohe-Öhringen
- 1918-1926 Cristiano Crato di Hohenlohe-Öhringen (1848-1926)
- 1926-1945 Hans di Hohenlohe-Öhringen (1858-1945)
- 1945-1962 Augusto di Hohenlohe-Öhringen (1890-1962)
- 1962- Crato Anselmo Corrado di Hohenlohe-Öhringen (1933- )
- Crato di Hohenlohe-Öhringen (* 1966)
- Cristiano Crato di Hohenlohe-Öhringen (* 2007)[3]

### Conti di Hohenlohe-Kirchberg (1699-1764)
- 1699-1737 Federico Eberardo di Hohenlohe-Kirchberg
- 1737-1767 Carlo Augusto di Hohenlohe-Kirchberg, 1764 elevato alla dignità principesca

### Principi di Hohenlohe-Kirchberg (1764-1861)
- 1764-1767 Carlo Augusto di Hohenlohe-Kirchberg, 1764 elevato alla dignità principesca
- 1767-1819 Cristiano di Hohenlohe-Kirchberg
- 1819-1836 Luigi di Hohenlohe-Kirchberg
- 1836-1861 Carlo di Hohenlohe-Kirchberg

### Conti di Hohenlohe-Waldenburg (1551-1688)
- 1551-1570 Eberardo di Hohenlohe-Waldenburg
- 1570-1600 Giorgio Federico I di Hohenlohe-Waldenburg
- 1600-1635 Giorgio Federico II di Hohenlohe-Waldenburg
  - 1615: passaggio all'Hohenlohe-Pfedelbach
- (1635-1675 Cristiano di Hohenlohe-Waldenburg (1627-1675), dal 1667 cameriere imperiale)
  - 1688 divisione in Hohenlohe-Waldenburg-Bartenstein e Hohenlohe-Waldenburg-Schillingsfürst

### Conti di Hohenlohe-Pfedelbach (1600-1728)
- 1600-1650 Luigi Eberardo Hohenlohe-Pfedelbach (19 gennaio 1590 - 1650)
- 1650-1681 Federico Crato von Hohenlohe-Pfedelbach (27 novembre 1623 - 7 aprile 1681)
- 1681-1685 Ezechia di Hohenlohe-Pfedelbach (8 settembre 1631 - 6 febbraio 1685)
- 1685-1728 Luigi Goffredo di Hohenlohe-Pfedelbach (6 dicembre 1668 - 18 settembre 1728)

### Conti e Principi di Hohenlohe-Bartenstein (1688-1844)
- 1688-1729 Filippo Carlo di Hohenlohe-Bartenstein
- 1729-1740 Carlo Filippo di Hohenlohe-Bartenstein
- 1740-1817 Giuseppe Cristiano Francesco di Hohenlohe-Waldenburg-Bartenstein, vescovo di Breslavia
- 1744-1763 Carlo Filippo di Hohenlohe-Bartenstein
- 1763-1798 Luigi Leopoldo di Hohenlohe-Bartenstein
  - divisione in Hohenlohe-Bartenstein e Hohenlohe-Jagstberg
- 1798-1829 Luigi Aloisio di Hohenlohe, dal 1823 Maresciallo e Pari di Francia
- 1829-1844 Carlo Augusto di Hohenlohe-Bartenstein
- 1844-1850 Luigi, anche principe di Hohenlohe-Jagstberg
- 1850-1877 Carlo di Hohenlohe-Bartenstein
- 1877-1921 Giovanni di Hohenlohe-Bartenstein
- 1921-1950 Carlo di Hohenlohe-Bartenstein
- 1950-2019 Ferdinando di Hohenlohe-Bartenstein
- 2019-in carica Massimiliano di Hohenlohe-Bartenstein  (nato nel 1972)

### Principi di Hohenlohe-Jagstberg (1798-1850)
- 1798-1833 Carlo Giuseppe di Hohenlohe-Jagstberg
- 1833-1850 Luigi di Hohenlohe-Jagstberg
  - 1844 Hohenlohe-Jagstberg unito all'Hohenlohe-Bartenstein
- 1850- Alberto di Hohenlohe-Jagstberg

### Principi di Hohenlohe-Bartenstein (1844-1918)
- 1844-1850 Luigi di Hohenlohe-Jagstberg
- 1850-1877 Carlo Luigi di Hohenlohe-Jagstberg
- 1877-1918 Giovanni Federico di Hohenlohe-Jagstberg

### Capi della casa di Hohenlohe-Jagstberg (1918-oggi)
- 1918-1921 Giovanni Federico di Hohenlohe-Jagstberg
- 1921-1996 Alberto di Hohenlohe-Jagstberg
- seit 1996 Alessandro di Hohenlohe-Jagstberg
- (erede: Carlo Alessandro di Hohenlohe-Jagstberg (* 1967))
- (erede: Carlo Alfonso di Hohenlohe-Jagstberg (* 2007))

### Conti di Hohenlohe-Waldenburg-Schillingsfürst (1635-1759)
- 1635-1697 Luigi Gustavo di Hohenlohe-Waldenburg-Schillingsfürst
- 1697-1759 Filippo Ernesto di Hohenlohe-Waldenburg-Schillingsfürst, dal 21 maggio 1744 elevato alla dignità principesca

### Principi di Hohenlohe-Waldenburg-Schillingsfürst (1744-1918)
- 1744-1759 Filippo Ernesto di Hohenlohe-Waldenburg-Schillingsfürst
- 1759-1793 Carlo Alberto I di Hohenlohe-Waldenburg-Schillingsfürst
- 1793-1796 Carlo Alberto II di Hohenlohe-Waldenburg-Schillingsfürst
- 1796-1839 Carlo Alberto III di Hohenlohe-Waldenburg-Schillingsfürst
- 1839-1884 Federico Carlo I di Hohenlohe-Waldenburg-Schillingsfürst
- 1884-1886 Nicola di Hohenlohe-Waldenburg-Schillingsfürst
- 1886-1918 Federico Carlo II di Hohenlohe-Waldenburg-Schillingsfürst

### Capi della casa di Hohenlohe-Waldenburg-Schillingsfürst
- 1918-1924 Federico Carlo II di Hohenlohe-Waldenburg-Schillingsfürst
- 1924-1982 Federico Carlo III di Hohenlohe-Waldenburg-Schillingsfürst
- 1982-2017 Federico Carlo Hohenlohe-Waldenburg-Schillingsfürst
- 2017- Uberto di Hohenlohe-Waldenburg-Schillingsfürst